# Slania/Evocation I – The Arcane Metal Hammer Edition
Slania/Evocation I – The Arcane Metal Hammer Edition è un album di raccolta del gruppo musicale svizzero Eluveitie, pubblicato nel 2009.

## Tracce
1. The Arcane Dominion - 5:41
2. Gray Sublime Archon - 4:22
3. Brictom - 4:22
4. Inis Mona - 4:42
5. Memento - 3:20
6. Bloodstained Ground - 3:20
7. Within the Grove - 1:52
8. The Cauldron of Renascence - 2:02
9. The Somber Lay - 3:59
10. Omnos - 3:48
11. Slania's Song - 5:41
12. Voveso in Mori - 4:07
13. Slania (Folk Medley) - 1:52